# Streams Inwards
Stream Inwards es el tercer álbum de la banda Mar de Grises. A diferencia de Draining the Waterheart, este álbum es considerablemente más corto, y se puede decir que está dividido en dos partes. La primera muestra cortes más directos y sencillos como Shining Human Skin, mientras que en la segunda mitad se vuelve a apreciar el lado experimental de Mar de Grises, haciendo un amplio uso de la electrónica, sin perder por ello el sonido atmosférico de los discos pasados. Esto se nota claramente en el bonus track Aphelion Aura (que cierra el disco), el que prescinde casi totalmente de las guitarras y en el que las voces las hace la vocalista invitada Natalia Suazo. Por otro lado, es la primera vez que Mar de Grises usa voces limpias de 
Juan Escobar en forma de canto.
En el Año 2011, es elegido "El Mejor Álbum de Doom Metal del 2010" por la votación internacional de premios del sitio Metal Storm, con 392 votos. Esto es resaltable ya que es la primera vez que una banda chilena recibe tal reconocimiento de la Metal Storm Awards.

## Lista de canciones
| N.º | Título                        | Duración |  |
| 1.  | «Starmaker»                   | 05:56    |  |
| 2.  | «Shining Human Skin»          | 05:45    |  |
| 3.  | «The Bell and the Solar Gust» | 05:44    |  |
| 4.  | «Spectral Ocean»              | 03:03    |  |
| 5.  | «Sensing the New Orbit»       | 04:50    |  |
| 6.  | «Catatonic North»             | 06:36    |  |
| 7.  | «Knotted Delirium»            | 07:17    |  |
| 8.  | «A Sea of Dead Comets»        | 03:35    |  |

| N.º | Título          | additional notes | Duración |  |
| 9.  | «Aphelion Aura» |                  | 09:01    |  |

## Créditos
- Juan Escobar - voz, teclado, sintetizador
- Rodrigo Morris - guitarra
- Sergio Álvarez - guitarra
- Rodrigo Gálvez - bajo
- Alejandro Arce - batería